# Dubbele moord van Millingen
De dubbele moord van Millingen was een moordzaak in de 20e eeuw in Nederland. Theodorus Leijgraf vermoordde twee bejaarde zussen bij een roofmoord. Hij kreeg hiervoor de levenslange gevangenisstraf.

## Betrokkenen

### Dader
Theodorus Leijgraf (24 jaar tijdens de moord) woonde in Millingen en werkte daar als scheepstimmerman in de werf van zijn vader. Zijn vader overleed in 1918; hierna stond hij aan het hoofd van het scheepswerfje. Een aantal maanden voor de moord werd hij tijdens de kermis van Millingen schutterskoning van het schuttersgenootschap OEV I.

### Slachtoffers
De zussen Wilhelmina Theodora (60 jaar) en Johanna Catharina Makaaij (63 jaar) hadden een kruidenierswinkeltje in het centrum van Millingen. Wilhelmina was ongehuwd, Johanna was weduwe.

## Moord

### Motief
Leijgraf was verloofd met Anna Elisabeth van der Velden (29 jaar), een nichtje van de gezusters Makaaij. Hij wilde met haar trouwen, maar kon dat niet door geldgebrek. Hij besloot daarop de gezusters Makaaij te vermoorden en te beroven.

### Daad
Enige dagen voor de moord sleep hij een oud broodmes vlijmscherp.
In de avond van 27 oktober 1919 speelde Leijgraf kaart bij zijn verloofde en aanstaande schoonmoeder. Hierna ging Leijgraf naar de woning van de zusters. Op zijn roepen kwam Wilhelmina Theodora Makaaij naar buiten en onder een voorwendsel liep ze een eind met hem mee. Niet ver van de woning stak Leijgraf haar met het broodmes in de rug en wierp haar zwaargewond in de greppel langs de weg. Daar sneed hij haar de hals af en pakte haar huissleutel, waarmee hij het huis binnenging. De oudere zus was wat ziekelijk en lag te bed. Leijgraf sneed ook de slapende vrouw de hals af.
Uit twee kistjes nam hij ongeveer 600 gulden en 2500 mark. Het geld verborg hij in zijn ouderlijk huis. Het broodmes wierp hij daar in de beerput.

### Onderzoek
De volgende morgen werd de jongere zus in de greppel gevonden door een boer. De veldwachter werd erbij gehaald en herkende de vrouw. Toen men het huis van de gezusters Makaaij binnenging, vond men het lijk van de andere zus.
De erbij geroepen marechaussee zette de greppel af en liet de woning in onaangeroerde toestand. Dezelfde dag kwam het parket uit Arnhem naar Millingen, onder wie deskundige W.F. Hesselink.
Bij de greppel werden voetstappen gevonden en in de woning van de vermoorde zussen bloedige schoenafdrukken. De afdrukken vertoonden in het midden een typerende driehoek. Een plank met zo’n schoenafdruk werd uit de vloer gezaagd en meegenomen. Ook werden er vingerafdrukken op het geldkistje gevonden, die gefotografeerd en vergroot werden.
Leijgraf liep tegen de lamp toen hij bij een man 2000 mark tegen een lage koers probeerde in te wisselen tegen guldens. De man lichtte echter de marechaussee in. Hierop werd Leijgraf in januari 1920 gearresteerd. Zijn schoenen werden vergeleken met de gevonden afdrukken. Qua grootte en breedte kwamen ze overeen met de voetstappen die bij de greppel waren gevonden. Zijn schoenzool bleek bovendien een afgesleten driehoekig gedeelte te hebben dat precies paste op het driehoekige gedeelte in de bloedvlek. Ook kwam de gefotografeerde vingerafdruk overeen met een van zijn vingers.
Tegenover de rechter-commissaris bekende hij de moord, maar beschuldigde zijn verloofde en aanstaande schoonmoeder van het bedenken van het moordplan. Ook zou hij aan de vrouwen een deel van het gestolen geld gegeven hebben. Hierop werden zij gearresteerd en ook voor de rechter-commissaris geleid. Een week later, na confrontatie met zijn aanstaande schoonmoeder, herriep hij zijn verklaring en werden de vrouwen vrijgelaten.

### Rechtszaak
Voor de rechtbank in Arnhem werd Leijgraf op 20 april 1920 tot 20 jaar gevangenisstraf veroordeeld. Alleen het Openbaar Ministerie ging tegen het vonnis in hoger beroep. Het gerechtshof in Arnhem veroordeelde hem op 9 september 1920 tot de levenslange gevangenisstraf. Leijgraf ging niet in cassatie.

### Afloop
Leijgraf zat zijn straf uit in de gevangenis van Leeuwarden. Na een paar gratieverzoeken werd zijn levenslange gevangenisstraf omgezet in 25 jaar, waarvan een derde werd kwijtgescholden. In 1938 vertrok hij naar de reclasseringsinrichting 'Koningslust' in Helden. Hierna vestigde Leijgraf zich in Nijmegen, waar hij in 1942 in het huwelijk trad met de 12 jaar oudere Maria Theodora Thunnissen. Hij overleed in 1944 op 49-jarige leeftijd aan oorlogsverwondingen.